# Julisøjlen
Julisøjlen (fransk: Colonne de Juillet) er en monumental søjle i Paris placeret på Bastillepladsen. Den er et mindesmærke for Trois Glorieuses — de "tre glorværdige dage" 27. til 29. juli 1830, som vidnede Karl 10. af Frankrigs fald under julirevolutionen og etableringen af julimonarkiet, hvor Ludvig-Filip af Frankrig blev indsat som konge. Søjlen blev opført mellem 1835 og 1840.

## Historie
Et projekt for et mindesmærke over Stormen på Bastillen havde været planlagt siden 1792 og en grundsten til et mindesmærke blev lagt den 14. juli 1792; men projektet kom ikke videre end grundstenen. Det cirkulære bassin som soklen er placeret i blev realiseret under det første franske kejserrige som en del af Bastilleelefanten, som var et springvand med en skulptur af en elefant i midten. Elefantskulpturen blev færdiggjort efter tegninger af Charles Percier og Pierre-François-Léonard Fontaine udført i en semi-permanent gipsstuk, men den permanente bronzeskulptur blev aldrig bestilt på grund af manglende finansiering, idet pengene kneb ved slutningen af det første franske kejserrige. Det lave bassin blev imidlertid bevaret.
Monumentet, bestående blandt andet af en korintisk søjle, blev udfærdiget af arkitekten Jean-Antoine Alavoine og opført af Joseph-Louis Duc, efter bestilling fra kong Ludvig-Filip af Frankrig. Place de la Bastille blev officielt valgt som placeringen for monumentet den 9. marts 1831, og "borgerkongen" lagde den første sten den 28. juli 1831 på årsdagen for den revolution, som bragte ham til magten; en hymne med tekst af Victor Hugo blev fremført på dagen. Søjlen blev indviet den 28. juli 1840, hvor der blev fremført musik komponeret af Hector Belioz' til begivenheden, "Grande symphonie funèbre et triomphale", som blev fremført under åben himmel hvor Berlioz selv dirigerede og ledte processionen af musikerne til Place de la Bastille. Jean-Pierre Montagny udstedte mindesmedajler for begivenheden.
I fundamentet for søjlen blev der inkorporeret et kolumbarium der skulle modtage de menneskelige rester af de 615 ofre for Julirevolutionen. Yderligere 200 ofre for Februarrevolutionen blev senere placeret der, ligesom Ludvig-Filips trone symbolsk blev afbrændt på pladsen i juli 1848.

## Beskrivelse
Julisøjlen er udført af 21 bronzetrommer med et vægt på over 74 ton. Den er 47 meter høj og indeholder en vindeltrappe i dens midte. Søjlen står på en base af hvid marmor med indlejrede bronzerelieffer, hvor løven af Antoine-Louis Barye træder mest frem. De galliske haner på dens sider er også af Barye. Søjlen har med guld indgraveret navnene på dem som døde under Julirevolutionen. Over den korintiske kapitæl er der et galleri 4,9 meter bredt, hvor der er placeret en gylden globe henover. På globen står en kolossal guldbelagt skulptur, Augustin-Alexandre Dumonts Génie de la Liberté (Firhedens Ånd). Statuens holdning virker som Giambolognas Merkur, hvor den stjerne-kronede figur holder civilisationens fakkel i den ene hånd og resterne af brudte kæder i den anden. Tidligere har skultpturen også fremgået på den franske 10-franc mønt, og Gustave Flaubert, i hans bog Følelsernes opdragelse, sammenligner statuen med en stor, gylden stjerne der lyser i øst.